# Sciota (Illinois)
Sciota es una villa ubicada en el condado de McDonough en el estado estadounidense de Illinois. En el Censo de 2010 tenía una población de 61 habitantes y una densidad poblacional de 73,37 personas por km².

## Geografía
Sciota se encuentra ubicada en las coordenadas 40°33′45″N 90°44′53″O / 40.56250, -90.74806. Según la Oficina del Censo de los Estados Unidos, Sciota tiene una superficie total de 0.83 km², de la cual 0.83 km² corresponden a tierra firme y (0%) 0 km² es agua.

## Demografía
Según el censo de 2010, había 61 personas residiendo en Sciota. La densidad de población era de 73,37 hab./km². De los 61 habitantes, Sciota estaba compuesto por el 100% blancos, el 0% eran afroamericanos, el 0% eran amerindios, el 0% eran asiáticos, el 0% eran isleños del Pacífico, el 0% eran de otras razas y el 0% pertenecían a dos o más razas. Del total de la población el 0% eran hispanos o latinos de cualquier raza.